# Eulasia persidis
Eulasia persidis is een keversoort uit de familie Glaphyridae. De wetenschappelijke naam van de soort is voor het eerst geldig gepubliceerd in 1990 door Baraud.